# Banu Najjar
Banu Najjar era una tribù ebraica presente in Arabia durante l'era di Maometto. 

## Storia
Un riferimento ad essa si trova al punto 31 della Costituzione di Medina che li indica come alleati dei musulmani, essendo come "una nazione", ma mantenendo la loro religione, il giudaismo .

## Personaggi
- Rumaysa bint Milhan [3]
- Abu Talha ibn Thabit [3]

I Banu Najjar originavano dai Khazraj, una tribù araba proveniente dallo Yemen, ma di religione musulmana.